# تپه کوپاسان
تپه کوپاسان در شهرستان خاش، بخش ایرندگان، دهستان ایرندگان، ۲۰۰ متری غرب روستای کوپاسان واقع شده و این اثر در تاریخ ۲ مرداد ۱۳۸۷ با شمارهٔ ثبت ۲۳۰۶۳ به‌عنوان یکی از آثار ملی ایران به ثبت رسیده است.